# Konveksna množica
Konvéksna mnóžica je v geometriji množica točk, za katero velja, da pri poljubni izbiri točk X in Y iz te množice, daljica XY v celoti leži v tej množici.
Če lahko v dani množici izberemo taki točki X in Y, da daljica XY ne leži v celoti v dani množici, potem ta množica ni konveksna. Nekonveksni množici rečemo tudi konkávna mnóžica.